# شهرستان مشکوف
شهرستان مشکوف (به لهستانی: Powiat Myszków) یک شهرستان در لهستان است که در استان سیلسیان واقع شده‌است. شهرستان مشکوف ۴۷۸٫۶۲ کیلومتر مربع مساحت و ۷۱٬۶۱۹ نفر جمعیت دارد.